# Acer shihweii
Acer shihweii är en kinesträdsväxtart som beskrevs av F. Chun & Fang. Acer shihweii ingår i släktet lönnar, och familjen kinesträdsväxter. Inga underarter finns listade i Catalogue of Life.